# Jacob-Baart de la Faille

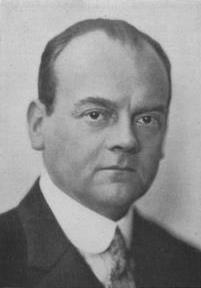
Jacob Baart de la Faille

Jacob-Baart de la Faille (* 1. Juni 1886 in Leeuwarden; † 7. August 1959, Heemstede) war ein belgisch-niederländischer Kunsthistoriker und Jurist.
De la Faille war ein Sohn des Holländers Cornelis Baart de la Faille und der Belgierin Henriette Adriana Krayenhoff. Er studierte in Utrecht Jura und promovierte im Jahre 1913. 
De la Faille erstellte den ersten Katalog der Werke Vincent van Goghs und veröffentlichte ihn 1928 erstmals. Kurz danach war de la Faille in einen spektakulären Streit verwickelt um den Berliner Kunsthändler Otto Wacker (1898–1970), als er etwa 30 von Wacker angebotene Fälschungen als echte Werke van Goghs zertifizierte.
Neben dem neueren Van-Gogh-Katalog Jan Hulskers ist de la Failles Katalogisierung auch heute noch ein Standardwerk. In Bildbeschreibungen wird seine Aufzählung mit dem Kürzel „F“ gekennzeichnet.

## Werke
- L’Œuvre de Vincent van Gogh, Catalogue raisonné, ouvrage accompagné de la reproduction de plus de 1.600 tableaux, dessins, aquarelles et gravures du Maître. 6 vols. Les Éditions G. van Oest, Paris & Bruxelles, 1928
- Les faux Van Gogh, avec 176 reproductions. Les Éditions G. van Oest, Paris & Bruxelles, 1930